# Parodimässa
Parodimässa är en flerstämmig mässform inom den katolska kyrkomusiken. En parodimässa byggdes genom att nya texter lades till redan existerande instrumentalmusik. Parodimässans syfte var inte alls att förlöjliga, något namnet skulle kunna antyda, utan det som avses är att en kompositör har använt inlånat musikaliskt material, ibland kända, världsliga melodier. Parodimässan var en av de viktigaste nya inslagen inom den katolska kyrkomusiken på 1500-talet.